# Jean Largeault
Pour l’article homonyme, voir Anne Fagot-Largeault.
 (juin 2013).
Si vous disposez d'ouvrages ou d'articles de référence ou si vous connaissez des sites web de qualité traitant du thème abordé ici, merci de compléter l'article en donnant les références utiles à sa vérifiabilité et en les liant à la section « Notes et références ».
Jean Largeault (né le 2 avril 1930 au Mans et mort le 27 mars 1995 à Créteil) est un philosophe français, spécialiste de logique et de philosophie des mathématiques, et défenseur de la logique intuitionniste. Il était l'époux d'Anne Fagot-Largeault.
Il a défendu la logique intuitionniste (mot qu'il écrivait résolument avec un seul n), à une époque où elle était presque unanimement négligée, et avant que l'informatique lui permette un retour en force. Mais à l'inverse d'une tradition remontant à Arend Heyting, il refusait de réduire l'intuitionnisme à son formalisme, et préconisait un retour, non seulement à la technique intuitionniste, mais plus fondamentalement à sa philosophie. Les considérations « métaphysiques » de Luitzen Egbertus Jan Brouwer, généralement considérées avec amusement ou condescendance (par exemple, à l'époque actuelle, par le logicien Jean-Yves Girard), lui paraissaient essentielles à l'intuitionnisme.
Parallèlement à son œuvre propre, Jean Largeault a traduit de nombreux ouvrages et articles fondateurs de la logique contemporaine : Stephen Cole Kleene, Willard Van Orman Quine, David Hilbert, Gerhard Gentzen, Luitzen Egbertus Jan Brouwer, Emil Post, Kurt Gödel… Il a publié de nombreuses recensions d'ouvrages d'épistémologie dans la revue Pour la science : Jean Largeault disait apprécier les mauvais livres, parce que ces derniers lui révélaient mieux, a contrario, ce qu'il appréciait vraiment.

## Textes
- Logique et philosophie chez Frege, Paris,  éditions Nauwelaerts, 1970
- Enquête sur le nominalisme, Paris, Publications de la faculté des lettres et sciences humaines de Paris-Sorbonne, série "Recherches", tome 65 ; éditions Nauwelaerts, 1971

Ouvrage couronné par l'académie des sciences morales et politiques.
- Logique mathématique : textes, Paris, Armand Colin, 1972
- Hasards, probabilités, inductions : petits écrits de circonstance, Toulouse, Association des publications de l'Université de Toulouse-Le Mirail, 1979
- Énigmes et controverses : quelques problèmes en théorie de la connaissance, Paris, Aubier-Montaigne, 1980
- Critiques et controverses, Créteil, Université de Paris Val de Marne, 1982-1983
- Leçons de métaphysique, Créteil, Université Paris XII-Val de Marne, 1984
- Philosophie de la nature, Créteil, Université Paris XII, 1984
- Systèmes de la nature, Paris, Vrin, 1985
- Principes de philosophie réaliste, Paris, Klincksieck, 1985
- L'Intuitionisme, Paris, Presses universitaires de France, 1992
- Intuition et intuitionisme, Paris, Vrin, 1993
- La Logique, Paris, Presses universitaires de France, 1993

## Traductions
- Stephen Cole Kleene, Logique mathématique, Paris, Armand Colin, 1971
- Willard Van Orman Quine, Logique élémentaire, Paris, Armand Colin, 1972
- Willard Van Orman Quine, La Philosophie de la logique, Paris, Aubier, 1975
- Willard Van Orman Quine, Relativité de l'ontologie et autres essais, Paris, Aubier, 1977
- Hermann Weyl, Le Continu et autres écrits, Paris, Vrin, 1994
- Intuitionisme et théorie de la démonstration, Paris, Vrin, 1992. Textes de Bernays, Brouwer, Gentzen,Gödel, Hilbert, Kreisel et Weyl réunis, traduits et présentés par Jean Largeault.